# Polynesische purperspreeuw
De Polynesische purperspreeuw (Aplonis tabuensis) is een vogelsoort uit de familie Sturnidae.

## Verspreiding en leefgebied
Deze soort komt voor in Amerikaans-Samoa, Samoa, Fiji, Niue, Tonga, de Santa Cruz-eilanden en Wallis en Futuna en telt twaalf ondersoorten:
- A. t. pachyrhampha: Santa Cruz-eilanden.
- A. t. tucopiae: Tucopia.
- A. t. rotumae: Rotuma.
- A. t. vitiensis: Fiji, behalve het oosten.
- A. t. manuae: Manu'a-eilanden.
- A. t. tabuensis: de Lau-eilanden en Tonga.
- A. t. fortunae: Horne (noordoostelijk van Fiji).
- A. t. tenebrosa: noordelijk Tonga.
- A. t. nesiotes: noordwestelijk Tonga.
- A. t. brunnescens: Niue.
- A. t. tutuilae: Tutuila.
- A. t. brevirostris: Samoa.